# Studio Comet
Studio Comet (スタジオコメット, Kabushiki Kaisha Sutajio Kometto) est un studio d'animation japonaise fondé le 21 janvier 1978.

## Histoire
À la suite de la faillite en 1986 du studio Tsuchida Production, des employés de ce studio dont Hiromichi Mogaki partent fonder un nouveau studio, le studio Comet. Le studio aurait été nommé ainsi parce que l'année de sa fondation coïncide avec le passage dans le ciel de la comète de Halley.
Le premier travail du studio est Kimengumi, une coproduction avec le studio Gallop diffusé en 1986 qui devait initialement être produit par Tsuchida production.
D'activité assez faible à ses débuts, le nombre de sorties du studio a augmenté à la fin des années 1990 pour exploser depuis 2004 (9 productions pour 2004-2005); mais le studio ne réalise généralement qu'une partie des séries (par exemple, un seul épisode pour Mai-HiME).

## Production
Source.

### Série télévisée
| Année | Titre                                                              | Dates de 1re diffusion | Dates de 1re diffusion | Nb. éps. | Notes |
| Année | Titre                                                              | Début                  | Fin                    | Nb. éps. | Notes |
| ----- | ------------------------------------------------------------------ | ---------------------- | ---------------------- | -------- | --- |
| 1985  | Le Collège fou, fou, fou                                           | 12 octobre 1985        | 26 septembre 1987      | 86       | Production basée sur le manga de Motoei Shinzawa.                                                                                      |
| 1987  | Tsuideni Tonchinkan (ja)                                           | 10 octobre 1987        | 1er octobre 1988       | 43       | Production basée sur le manga de Koichi Endo (ja).                                                                                     |
| 1988  | Meimon! Daisan Yakyuubu (ja)                                       | 22 octobre 1988        | 29 septembre 1989      | 40       | |
| 1989  | Dragon Quest                                                       | 2 décembre 1989        | 5 avril 1991           | 43       | Kōji Inada, lui-même librement inspiré de la série de jeux vidéo Dragon Quest sous la supervision du créateur de la série Square Enix. |
| 1991  | High School Mystery: Gakuen Nanafushigi (ja)                       | 12 avril 1991          | 13 mars 1992           | 41       | Production originale. |
| 1992  | Maruboshi Mabo-chan (ja)                                           | 17 avril 1992          | 25 septembre 1992      | 24       | Production basée sur le manga de Katsushi Katsukawa.                                                                                   |
| 1992  | Tsuyoshi Shikkari Shinasai (ja)                                    | 4 octobre 1992         | 25 septembre 1994      | 112      | Production basée sur le manga de Nagamatu Kiyosi.                                                                                      |
| 1994  | Captain Tsubasa J                                                  | 21 octobre 1994        | 22 décembre 1995       | 47       | Production basée sur le manga de Yōichi Takahashi.                                                                                     |
| 1994  | Mizuiro Jidai (en)                                                 | 4 avril 1997           | 27 février 1997        | 47       | Production basée sur le manga de Yuu Yabuuchi.                                                                                         |
| 1997  | Kero Kero Chaimu (ja)                                              | 6 mars 1997            | 25 septembre 1997      | 30       | Production basée sur le manga de Maguro Fujita.                                                                                        |
| 1998  | Initial D                                                          | 18 avril 1998          | 5 décembre 1998        | 26       | Production basée sur le manga de Shūichi Shigeno. ; coproduite avec Studio Gallop                                                      |
| 1998  | Hatsumei Boy Kanipan (ja)                                          | 3 juillet 1998         | 29 janvier 1999        | 31       | Production originale. |
| 1999  | Cho Hatsumei Boy Kanipan (ja)                                      | 5 février 1999         | 25 juin 1999           | 21       | Suite de Hatsumei Boy Kanipan. |
| 1999  | Bikkuriman 2000 (ja)                                               | 1er novembre 1999      | 26 février 2001        | 68       | Production originale. |
| 2001  | Dr. Rin ni Kiitemite! (en)                                         | 5 mars 2001            | 25 février 2002        | 51       | Production basée sur le manga de Kiyoko Arai.                                                                                          |
| 2002  | Whistle!                                                           | 5 mai 2002             | 3 février 2003         | 39       | Production basée sur le manga de Daisuke Higuchi.                                                                                      |
| 2002  | Shin Megami Tensei Devil Children: Light & Dark                    | 5 octobre 2002         | 27 septembre 2003      | 52       | Série basée sur le jeu vidéo Atlus développé et édité par Game Boy Color.                                                              |
| 2004  | Shura no Toki                                                      | 6 avril 2004           | 28 septembre 2004      | 26       | Production basée sur le manga de Masatoshi Kawahara (ja).                                                                              |
| 2004  | Marshmallow tsuushin (ja)                                          | 4 avril 2004           | 27 mars 2005           | 52       | Production basée sur le manga de Lun Lun Yamamoto.                                                                                     |
| 2004  | School Rumble                                                      | 5 octobre 2004         | 29 mars 2005           | 26       | Production basée sur le manga de Jin Kobayashi.                                                                                        |
| 2005  | Peach Girl                                                         | 8 janvier 2005         | 25 juin 2005           | 25       | Production basée sur le manga de Miwa Ueda.                                                                                            |
| 2005  | Onegai My Melody (ja)                                              | 3 avril 2005           | 26 mars 2006           | 52       | Septième série d'animation de la franchise du créée par Sanrio.                                                                        |
| 2005  | Suzuka                                                             | 6 juillet 2005         | 28 décembre 2005       | 26       | Production basée sur le manga de Kōji Seo.                                                                                             |
| 2005  | Capeta                                                             | 4 octobre 2005         | 26 septembre 2006      | 52       | Production basée sur le manga de Masahito Soda.                                                                                        |
| 2006  | Wan Wan Serebu Soreyuke! Tetsunoshin (ja)                          | 7 janvier 2006         | 30 décembre 2006       | 51       | Production originale. |
| 2006  | School Rumble ni gakki                                             | 2 avril 2006           | 24 septembre 2006      | 26       | Suite de School Rumble |
| 2006  | Yokai Ningen Bem - 2 (ja)                                          | 1er avril 2006         | 7 octobre 2006         | 26       | Production originale. |
| 2006  | Onegai My Melody ~Kuru Kuru Shuffle!~ (ja)                         | 2 avril 2006           | 25 mars 2007           | 52       | Suite de Onegai My Melody. |
| 2007  | Saint October                                                      | 4 janvier 2007         | 28 juin 2007           | 26       | Production originale. |
| 2007  | Onegai My Melody Sukkiri (ja)                                      | 1er avril 2007         | 30 mars 2008           | 48       | Suite de Onegai My Melody ~Kuru Kuru Shuffle!~.                                                                                        |
| 2008  | Onegai My Melody Kirara (ja)                                       | 6 avril 2008           | 29 mars 2009           | 52       | Suite de Onegai My Melody Sukkiri. |
| 2009  | Jewelpet                                                           | 5 avril 2009           | 28 mars 2010           | 52       | Septième série de Sega Toys la franchise Jewelpet.                                                                                     |
| 2009  | Sora no Manimani (ja)                                              | 7 juillet 2009         | 22 septembre 2009      | 12       | Production basée sur le manga de Mami Kashiwabara.                                                                                     |
| 2010  | Jewelpet Twinkle☆                                                  | 3 avril 2010           | 2 avril 2011           | 52       | 2e série de la franchise Jewelpet. |
| 2011  | Jewelpet Sunshine (ja)                                             | 9 avril 2011           | 31 mars 2012           | 52       | 3e série de la franchise Jewelpet. |
| 2012  | Jewelpet Kira☆Deco! (ja)                                           | 7 avril 2012           | 30 mars 2013           | 52       | 4e série de la franchise Jewelpet. |
| 2012  | Monsuno                                                            | 3 octobre 2012         | 25 septembre 2013      | 52       | Production originale. |
| 2013  | Jewelpet Happiness (ja)                                            | 6 avril 2013           | 29 mars 2014           | 52       | 5e série de la franchise Jewelpet. |
| 2016  | Cute High Earth Defense Club Love!                                 | 8 juillet 2016         | 23 septembre 2016      | 52       | Production originale. |
| 2016  | Pittanko! Nekozakana (ja)                                          | 2 octobre 2016         | 17 septembre 2017      | 50       | Basée sur la série d'albums illustrés pour enfants de Yūichi Watanabe ; coproduction avec TMS Entertainment.                           |
| 2018  | Cute High Earth Defense Club Happy Kiss!                           | 9 avril 2019           | 2 juillet 2018         | 52       | Suite de Cute High Earth Defense Club Love!                                                                                            |
| 2019  | RobiHachi (en)                                                     | 8 avril 2019           | 24 juin 2019           | 12       | Production originale. |
| 2021  | Fairy Ranmaru (ja)                                                 | 8 avril 2021           | 24 juin 2021           | 12       | Production originale. |
| 2023  | Reborn to Master the Blade: From Hero-King to Extraordinary Squire | 10 janvier 2023        | 28 mars 2023           | 12       | Basée sur la série de light novel écrite par et illustrée par Hayaken.                                                                 |

### Films
- Le Collège fou, fou, fou - le film (1986)
- Tsuyoshi Shikkari Shinasai - le film (1993)
- Fatal Fury: The Motion Picture (1994)

### OAV
- School Rumble - OAV (2 OAV) (2005)
- School Rumble Sangakki (2 OAV) (2008)

## Personnalités travaillant chez Studio Comet
- Hiroshi Kanazawa, charadesigner (Le Collège fou, fou, fou, Meimon! Daisan Yakyuubu, Dragon Quest, Captain Tsubasa J, Marshmallow tsuushin)[9]

- Noboru Misawa, réalisateur (Le Collège fou, fou, fou, Tsuideni Tonchinkan, Dragon Quest, Captain Tsubasa J, Initial D)[10]

- Hiroshi Fukutomi, réalisateur (Meimon! Daisan Yakyuubu, Suzuka, Whistle!)[11]